# Мишакова, Ольга Петровна
Ольга Петровна Мишакова (1906, Козельский уезд, Калужская губерния — 1980, Москва) — советский комсомольский, партийный и научный деятель. Секретарь ЦК ВЛКСМ (1938—1946), член ЦРК ВКП(б) (1939—1952).
Автор работ о советских женщинах — участницах Великой Отечественной войны, а также о воспитании молодёжи. 
Активный участник сталинских репрессий против ряда общесоюзных и региональных партийных и комсомольских деятелей.

## Биография

### Происхождение
Родилась в 1906 году в Козельском уезде Калужской губернии. С 1924 года работала в Козельском уездном отделе политического просвещения. В дальнейшем — учитель начальной школы в Автономной Карельской ССР.
В 1931 году окончила 1-й Московский государственный университет. С 1936 года — аспирант, старший научный сотрудник Научно-исследовательского института экономики и организации труда, преподаватель марксизма-ленинизма Московского института тонкой химической технологии. С 1936 года — заведующая отделом учащейся молодёжи Кировского районного комитета ВЛКСМ (Москва). Ольга Мишакова вступила в ВКП(б) в 1937 году.

### «Дело Мишаковой» и VII пленум ЦК ВЛКСМ
В 1937 году Ольга Мишакова была назначена инструктором Отдела пропаганды и агитации ЦК ВЛКСМ. В конце сентября 1937 года была направлена в город Чебоксары (Чувашская АССР) в качестве представителя ЦК ВЛКСМ на отчётно-выборную XIV Чувашскую областную комсомольскую конференцию (29 сентября — 7 октября). На конференции О. П. Мишакова потребовала роспуска делегатов; по её требованию непосредственно на конференции были исключены из комсомола 7 человек, лишены делегатских мандатов 36 человек, которым было также выражено политическое недоверие за «буржуазный национализм». В итоге О. П. Мишакова распустила конференцию, как не подготовленную; о своем решении телеграфировала первому секретарю ЦК ВЛКСМ А. В. Косареву и требовала принять соответствующие меры. В докладных записках Мишакова указала на множество «исключительно пораженных районов молодёжными контрреволюционными группами». Узнав о действиях инструктора Мишаковой, А. В. Косарев, по выражению российской журналистки газеты «Московский комсомолец» С. Самоделовой, «пришел в ярость» и оставил без внимания все её докладные и звонки.
Вскоре после конференции руководители комсомола Чувашской АССР — «назначенные лично Косаревым» первый секретарь обкома чувашского комсомола А. С. Сымокин, второй секретарь обкома И. Т. Терентьев и другие комсомольские работники — были исключены из комсомола. Сымокин и Терентьев были объявлены «врагами народа», обвинены «в бытовом разложении, связи с буржуазными националистами, шпионаже, а также в насаждении вражеских элементов в комитеты ВЛКСМ». Были обвинены также первый секретарь Чувашского обкома ВКП(б) С. П. Петров и нарком внутренних дел Чувашской АССР А. М. Розанов. С выводами Мишаковой согласился заведующий Отделом руководящих партийных органов ЦК ВКП(б) Г. М. Маленков.
По возвращении О. П. Мишаковой в Москву её действия в Чебоксарах были обсуждены на бюро ЦК ВЛКСМ 15 марта 1938 года. По мнению А. В. Косарева, Мишакова не имела полномочий распускать комсомольскую конференцию в Чувашской АССР. В итоге в постановлении бюро ВЛКСМ было отмечено: «Мишакова допустила грубейшие ошибки, в силу чего люди, честные перед партией, зачислились в разряд политически сомнительных, а то и пособников врагов». По инициативе Косарева Мишакова была освобождена от работы; бюро ЦК ВЛКСМ постановило: «Перевести Мишакову на другую работу». Все руководители Чувашского обкома были восстановлены в комсомоле. Но решение о переводе Мишаковой на другую работу не было выполнено; в августе 1938 года формулировка решения была исправлена на «по личной просьбе с предоставлением отпуска».
7 октября 1938 года О. П. Мишакова написала заявление на имя Секретаря ЦК ВКП(б) И. В. Сталина, в котором критически отозвалась о работе ЦК ВЛКСМ: «Я прошу Вас проверить, почему не были приняты меры по моим сигналам. По чьей вине враги народа в Чувашии еще на год остались не разоблаченными, не вскрытыми. Почему не была передана моя докладная записка, написанная на имя т. Косарева для т. Ежова». Впоследствии — 13 ноября 1938 года — Косарев предложил членам бюро ЦК ВЛКСМ принять решение «восстановить т. Мишакову на работу инструктором ЦК ВЛКСМ как неправильно освобожденную с этой работы в аппарате ЦК».
По инициативе ЦК ВКП(б) 19 ноября 1938 года был созван VII внеочередной пленум ЦК ВЛКСМ. В пленуме из членов Политбюро ЦК ВКП(б), кроме Сталина, участвовали В. М. Молотов, Л. М. Каганович, А. А. Андреев. Также присутствовали: заведующий Отделом руководящих партийных органов ЦК ВКП(б) Г. М. Маленков, секретарь ЦК ВКП(б) А. А. Жданов, секретарь партколлегии Комиссии партийного контроля при ЦК ВКП(б) М. Ф. Шкирятов, начальник Политического управления РККА Л. 3. Мехлис. На пленуме Шкирятов выступил с докладом о результатах разбора заявления Мишаковой и о положении в комсомоле. Андреев отметил: «Когда партия уже начала разоблачать врагов народа на различных участках партийной, советской, хозяйственной работы, приходилось не раз слышать от тов. Косарева…, что в комсомоле, мол, нет врагов».
ЦК ВКП(б) внёс на рассмотрение пленума доклад М. Ф. Шкирятова «О результатах разбора заявления работника ЦК ВЛКСМ тов. Мишаковой О. П. и о положении дел в ЦК ВЛКСМ». Докладчик отметил, что Мишаковой «приходилось трудно, так как в то время ещё не были разоблачены как враги народа первый секретарь обкома партии С. П. Петров и руководитель областного управления НКВД Розанов, что она преодолела большие трудности, настойчиво боролась с врагами, которые пытались её дискредитировать». Шкирятов подчеркнул, что «эта большевичка разоблачила» враждебные действия первого секретаря обкома комсомола Чувашии А. С. Сымокина и второго секретаря И. Т. Терентьева, которые «насаждали враждебные элементы в отдельных организациях», «секретарей райкомов, провалившихся в одной организации, пересаживали без всякого наказания в другие организации».
Пленум длился четыре дня — до 22 ноября 1938 года — и завершился снятием с постов секретарей ЦК ВЛКСМ А. В. Косарева, С. Я. Богачева и В. Ф. Пикиной; из состава ЦК ВЛКСМ также был выведен П. А. Вершков. Объяснение решению об освобождении с постов руководителей ЦК ВЛКСМ вскоре было опубликовано в газете «Правда» от 23 ноября 1938 года: «…за бездушно-бюрократическое и враждебное отношение к честным работникам комсомола, пытавшимся вскрыть недостатки в работе ЦК ВЛКСМ, и расправу с одним из лучших комсомольских работников (дело тов. Мишаковой)». Журнал «Смена» в своем ноябрьском номере за 1938 год писал: «Когда честная коммунистка, честный комсомольский работник, тов. Мишакова сигнализировала в ЦК ВЛКСМ о вражеской деятельности в партийных и комсомольских организациях Чувашии, Косарев и Вершков учинили над ней расправу. <…> Тов. Мишакова, не побоявшаяся угроз и преследований бывших руководителей ЦК комсомола, доведшая до сведения ЦК ВКП(б) о вскрытых ею безобразиях, показала пример того, как надо отстаивать дело партии Ленина-Сталина». Как отмечает в своих воспоминаниях А. И. Мгеладзе, который в 1930-е годы был одним из руководителей ЦК комсомола Грузии, вопрос о Косареве однажды был поднят им в одной из приватных бесед со Сталиным, во время которой им было сказано: «Вопрос о Косареве два раза обсуждался на Политбюро. Проверку материалов поручили Жданову и Андрееву, они подтвердили, что заявление Мишаковой и других соответствуют действительности и материалы НКВД не вызывают сомнений»
Первым секретарем ЦК ВЛКСМ был избран Н. А. Михайлов, а Мишакова была назначена секретарем ЦК ВЛКСМ. В дальнейшем Мишакова продолжила работу по чистке комсомольских рядов, взаимодействуя по данному вопросу с Г. М. Маленковым и наркомом внутренних дел Л. П. Берией, её интриги удачно совпали по времени с разразившейся борьбой за власть в большевистском руководстве и личной неприязни Берии к комсомольским руководителям. Российский журналист Л. М. Млечин в книге «Железный Шурик» пишет: «Зная о том, что однажды на письмо Мишаковой откликнулся сам Сталин, её „сигналы“ воспринимались как руководство к действию, и „виновные“ вылетали с работы».

### После VII пленума ЦК ВЛКСМ. Военный период
С ноября 1938 года секретарь ЦК ВЛКСМ О. П. Мишакова стала членом Бюро ЦК ВЛКСМ, заведующей отделом пропаганды и агитации ЦК ВЛКСМ. С 22 ноября 1938 года (до 1941 года) также редактор журнала «Юный коммунист».
Мишакова дважды была на приёме в кремлёвском кабинете Сталина — 27 ноября и 27 декабря 1938 года. По свидетельству комсомольского функционера А. И. Мильчакова, Сталин заявил: «Мишакова оказала большие услуги Центральному Комитету партии, она — лучшая комсомолка СССР».
В 1939 году была избрана на XVIII съезд ВКП(б) делегатом с правом решающего голоса от партийной организации Грузинской ССР. На XVIII съезде ВКП(б) (10—21 марта 1939) была избрана членом Центральной Ревизионной Комиссии ВКП(б) и работала в этой должности с 21 марта 1939 года по 5 октября 1952 года (до избрания нового состава членов ЦРК КПСС на XIX съезде КПСС). Как делегат съезда, выступая в прениях по докладу Секретаря ЦК ВКП(б) А. А. Жданова, отметила: «Нет для комсомольца и комсомолки, для всей советской молодёжи ничего выше, чем стремление и честь быть членом Всесоюзной Коммунистической партии большевиков. Это является ярким выражением горячей любви и преданности комсомола большевистской партии и нашему родному, любимому товарищу Сталину».
Мишакова в качестве секретаря ЦК ВЛКСМ по идеологии выступила с критикой ответственного секретаря военно-молодёжного журнала «Смена» Я. А. Костюковского, которого обвинила в том, что он выписывает повышенные гонорары авторам еврейской национальности. В результате Костюковский был отстранён от работы в «Смене» и отправлен на работу ответственным секретарем в дивизионную газету «За Отечество!».
В мае 1942 года в КДК состоялось совещание, посвященное творческим задачам советской кинодраматургии. На совещании выступила О. П. Мишакова.
Делегат XI Всесоюзного съезда ВЛКСМ.

### Послевоенный период
С 1946 года по 1947 год Мишакова также на преподавательской работе. До 1947 года аспирант Академии общественных наук при ЦК ВКП(б); защитила диссертацию под названием «Роль воспитания в строительстве коммунистического общества». Как отмечает российский историк В. В. Черепанов, «В 1941—1955 гг. была проделана масштабная и плодотворная работа по накоплению и систематизации материалов, освещающих историю народной помощи фронту в годы войны. Говоря об особенностях историографии темы этого периода, необходимо прежде всего отметить, что у её истоков стояли практики. Почти вся литература, освещавшая вопросы взаимодействия народа и фронта, создана не историками-исследователями, а непосредственными участниками событий, в основном партийными, советскими и хозяйственными руководителями. Среди них О. П. Мишакова. Это обстоятельство делало литературу той поры конкретной, публицистичной, мобилизующей».
В 1947 году становится заведующей Отделом культурно-просветительных учреждений Управления пропаганды и агитации ЦК ВКП(б). С 1948 года по 1950 год — инспектор ЦК ВКП(б).
Исследователь Шумейко Г. В. пишет: «По Москве шла молва о том, что она является женой какого-то генерала НКВД, что имеет поручение от самого Сталина провести чистку в комсомоле. Фактический руководитель Комиссии партийного контроля при ЦК ВКП(б) М. Ф. Шкирятов, оказавшийся в покровителях этой необузданной разоблачительницы, очевидно, был встревожен подобным оборотом дела. В ЦК накапливались письма с жалобами на Мишакову, которая была тогда одним из секретарей ЦК ВЛКСМ. Жалобы начали обобщать, их содержание стало известно Сталину. На этом основании и последовало тогда же указание Е. М. Ярославскому вразумить зарвавшуюся, как гораздо позже было признано, психически неуравновешенную особу. <…> И только какая-то очередная нелепая выходка этой женщины, ставшая известной Сталину, послужила финалом. Сам вождь продиктовал, как тогда стало известно от Поскребышева, краткое постановление ЦК примерно такого содержания: О. Мишакову от работы в аппарате ВКП(б) освободить, направив её в провинцию. Имелось в виду, что Мишакова, исковеркавшая столько человеческих судеб, выедет чуть ли не в Пензенскую область. В конечном счете же она кончила там, где ей надлежало».
28 июня 1956 года решением Комитета партийного контроля при ЦК КПСС О. П. Мишакова была исключена из КПСС.

## Убеждения и взгляды
На Х пленуме ЦК ВЛКСМ в декабре 1939 года, на котором был поставлен вопрос о развитии литературы, с вопросом «О плане выпуска детской литературы в 1940 году» О. П. Мишакова, как секретарь ЦК ВЛКСМ, заявила: «Литература должна быть поставлена на высоком уровне, должна правдиво отражать жизнь, явления жизни, а не водить ребенка вокруг жизни, не держать его в сусально-мармеладном представлении».
Как секретарь ЦК ВЛКСМ О. П. Мишакова предостерегала от грубых выпадов против религии, но призывала «шире развернуть в массах молодёжи пропаганду естествознания».
Секретарь ЦК комсомола Ольга Мишакова в 1944 году заявила в одном интервью: «Советские женщины должны стараться стать настолько привлекательными, насколько позволяет природа и хороший вкус. После войны им нужно будет одеваться, как женщинам, и иметь женскую походку… Девушкам будут говорить, чтобы они вели себя и ходили, как девушки, и, возможно, поэтому они станут носить очень узкие юбки, которые сделают их походку грациозной».

## Критика и отзывы
Американская журналистка Энн Эпплбаум пишет: «После 1956 года Косарева реабилитировали, а Мишакову вывели из ЦК. Тем не менее, целый год она продолжала являться в здание ЦК и с утра до вечера сидела в своем пустом кабинете, выходя лишь на обеденный перерыв. Когда у неё отобрали пропуск, она весь рабочий день стояла у входа в здание. Затем её мужа перевели на работу в Рязань, но она каждое утро в четыре часа садилась на московскую электричку и проводила день на прежнем посту. В конце концов, её поместили в психиатрическую больницу».
Историк М. Г. Седов работал с Мишаковой и вступил с нею в конфликт. Действия Мишаковой Седов характеризовал так: «постоянная подозрительность, оскорбления работников, использование чужого труда при подготовке статей». Как пишет С. Н. Корсаков в статье «Судьба декана» «Во время одного из разговоров с ней он назвал её „дурой“. Мишакова поставила вопрос об исключении Седова из партии „за подрыв авторитета секретаря ЦК ВЛКСМ“. Обращение „за правдой“ в бюро ЦК ВЛКСМ обернулось для Седова снятием с должности. Тогда он поставил вопрос о Мишаковой в Управлении пропаганды и агитации ЦК ВКП(б). Во время беседы с Седовым в марте 1940 г. руководитель Управления, будущий директор Института философии Г. Ф. Александров сказал Седову, что ему известно ненормальное положение в отделе пропаганды и агитации ЦК ВЛКСМ, но, поскольку всё это связано лично с О. Мишаковой, он решать вопрос не берётся, и предлагает Седову написать заявление в ЦК ВКП(б). После этого, в апреле 1940 г., Седов был вызван к секретарям ЦК A. A. Андрееву и Г. М. Маленкову, которые устроили ему жестокую выволочку, обвинив в клевете и охаивании лучшего комсомольского руководителя. Седов был исключён Комитетом партийного контроля из партии и уволен из ЦК ВЛКСМ.»
Историк Ю. В. Аксютин пишет: «<…> О. П. Мишакова, <…> которую одни считали любовницей Маленкова, а другие, в том числе новый первый секретарь ЦК ВЛКСМ Н. А. Михайлов, не сомневались, что она агент Берии, „да и не только агент“. Она запросто могла пойти и к одному, и к другому и делиться с ними своей информацией сугубо компрометирующего свойства о комсомольских, да и партийных работниках.»
Из дневниковой записи советского писателя К. И. Чуковского от 25 июня 1946 года: «И. В. Сталин выразил своё неодобрение издающимся в СССР журналам и потребовал, чтобы они повысили своё качество. ЦК ВЛКСМ решило рассмотреть все журналы и каждому сделать свои предложения. Рассматривается каждый журнал дважды — сначала у Мишаковой, потом, на основе первого рассмотрения, у Михайлова.». В письме писателю В. А. Каверину от 18 апреля 1962 года Чуковский снова вспоминает Мишакову: «Что же касается меня, я застенчиво храню в памяти и никогда не забываю Вашей великодушной защиты моего „Бибигона“ от глупой и распутной Мишаковой.». 26 июля 1988 года Каверин пишет: «Когда — уже в сороковых годах — был написан „Бибигон“, его немедленно запретили, и Корней Иванович попросил меня поехать к некой Мишаковой, первому секретарю ЦК комсомола, и румяная девица (или дама), способная, кажется, только танцевать с платочком в каком-нибудь провинциальном ансамбле, благосклонно выслушала нас — и не разрешила.»
О ней Чуковский записал в дневник 25 июня 1946 г.: «Мишакова, усталая, но все еще прелестная, сказала, что это совещание собирается по случаю того, что И. В. Сталин высказал своё неодобрение издающимися в СССР журналами и потребовал, чтобы они повысили своё качество. ЦК ВЛКСМ решило рассмотреть все журналы и каждому сделать свои предложения».
Историк В. К. Криворученко вспоминает: «Представилась возможность однажды увидеть Мишакову. Это была женщина в летах с каким-то жалким выражением на лице. Она пришла в ЦК ВЛКСМ, позвонила заведующему общим отделом и попросила разрешить ей зайти в кабинет, который она заняла в ноябре 1938 г. Ей в этом было отказано. И правильно поступили. Слишком кровавым был её путь к этому кабинету.»
Упоминает Мишакову в своих «Воспоминаниях» Первый секретарь ЦК КПСС Н. С. Хрущёв: «Косарев был арестован, а Мишакова стала одним из секретарей ЦК ВЛКСМ и была поднята на щит как борец, с которого надо брать пример. Сейчас многим уже известно, что это были ненормальные люди. Мишакова, безусловно, человек с психическим дефектом, хотя и честный.» По словам Хрущёва «<…>в Москве Мишакова помогла уничтожить комсомольские кадры. Мишакова послала на плаху Косарева и других.<…>»
Петровский А. В. вспоминал: «Мишакову я помню смутно. Кажется, это была пышная блондинка, не лишенная внешней привлекательности. Она напутствовала нас, группу студентов, направленных на агитационную работу в только что освобожденную Западную Украину. <…> Впоследствии я дважды сталкивался с упоминаниями об этой властной женщине. Мой коллега, доцент кафедры философии Константин Евгеньевич Морозов, пересказал мне свой разговор с Мишаковой, который произошел после реабилитации А. В. Косарева. Его собеседница возмутилась, заявив, что лично товарищ Сталин показывал ей собственноручное признание бывшего генсека комсомола в шпионской и вредительской деятельности. И еще один эпизод. Уже в 70-е годы Мишакова пришла в здание ЦК комсомола и потребовала, чтобы дежурный милиционер пропустил её — она хочет еще раз побывать в своем прежнем кабинете. Смущенный страж порядка позвонил „наверх“ и от помощника первого секретаря (Тяжельникова? Мишина?) услышал „резолюцию“ шефа — „гнать её немедленно!“.
- Да, дама она была весьма амбициозная, — заметил, выслушав меня, один из участников наших вечерних посиделок. — Она, как я слышал, решила повторить опыт с Косаревым, написав Хозяину письмо с обвинениями нового первого секретаря — Михайлова. Будто бы она написала: „Либо я, либо он! Если он останется, то я готова уйти работать в школу“. Сталин якобы на её заявлении начертал: „Удовлетворить просьбу товарища Мишаковой и направить её на работу в среднюю школу в качестве директора“. Вполне возможно, что это легенда.»

## Образ Мишаковой в массовой культуре
В российском телевизионном сериале «Фурцева» актриса Наталья Батрак исполнила роль заведующей отделом пропаганды ЦК ВЛКСМ Ольги Андреевны Мишаковой.
Писатель Ю. Б. Борев в сборнике интеллигентского фольклора «Сталиниада» пишет: «Карьеризм. Известный аппаратный работник комсомола Мишакова в 1938 году оклеветала генерального секретаря ЦК ВЛКСМ Александра Васильевича Косарева, который был посажен и погиб. По наущению Мишаковой жена одного из членов Политбюро сказала Сталину: „Очень жаль, что у нас в Политбюро нет женщин“. Сталин с его развитой политической интуицией и подозрительностью сразу почувствовал, что эти слова выражают чей-то интерес. Вождь стал допытываться: кто тебе это сказал? кто просил высказаться? Женщина призналась: Мишакова. На этом карьера Мишаковой кончилась. Её сняли с поста инспектора Политбюро и отправили „вниз“, на преподавательскую работу в вуз, где она вскоре провалилась по безграмотности».
- А. Аронов. Баллада о сволочи

Я говорю об Ольге Мишаковой,

Чрезмерно хитрой. Слишком бестолковой.

Явившейся сюда издалека.

Она в тридцатых землю рыла носом.

А если проще — по её доносам

Сажали комсомольское ЦК.
- Косарев и Мишакова в кино

В мнемоническом романе А. П. Казанцева «Фантаст» автор представляет Мишакову так: «Открыла обсуждение нового романа Званцева секретарь ЦК ВЛКСМ по пропаганде Мишакова, молодая интересная женщина. Всем своим видом она претендовала на этом собрании на ведущую роль. <…> Мишакова, стройная, собранная <…>».

## Работы
- Мишакова О. П. Все силы молодёжи — на помощь фронту! // Заря Востока. — Тбилиси, 21 октября 1943 г. — № 219
- Мишакова О. П. Щаслива юнисть. // Смена, № 323, Ноябрь 1939
- Мишакова О. П. Советские женщины в Великой Отечественной войне. — М.: Воениздат, 1944
- Мишакова О. П. Советская женщина в Великой Отечественной войне. — М. : ОГИЗ Госполитиздат, 1943. — 32 с.
- Мишакова О. П. Советские девушки в Отечественной войне. — М.: Воениздат, 1944, 64 с.
- Мишакова О. П. Строительство социализма и коммунистическое воспитание трудящихся. // Новое время, 1949, № 4
- Мишакова О. П. Советская женщина. — М., 1943
- Мишакова О. П. Сталинская конституция и советская молодёжь. — М.: Молодая гвардия, 1945, — 46 с.
- Мишакова О. П. Великая программа коммунистического воспитания // Социалистическое земледелие, 2 октября 1945 г.
- Докладная записка секретаря ЦК ВЛКСМ О. П. Мишаковой секретарю ЦК ВКП(б) Г. М. Маленкову о положении женщин в Средней Азии. 18 сентября 1945 г. — С. 987 / ЦК ВКП(б) и национальный вопрос. — М.: РОССПЭН